# Butch Walts
Butch Walts (4 de junio de 1955) es un exjugador estadounidense de tenis. En su carrera conquistó 4 torneos ATP de individuales y 15 torneos ATP de dobles. Su mejor posición en el ranking de dobles fue el Nº23 en junio de 1984. En 1978 llegó a cuartos de final del Abierto de Estados Unidos.